# Malanów (województwo wielkopolskie)
Malanów – wieś w Polsce położona w województwie wielkopolskim, w powiecie tureckim, w gminie Malanów.
Wieś Malanów położona jest przy drodze wojewódzkiej nr 470 w kierunku Kalisza.
Miejscowość jest siedzibą gminy Malanów. 
Przy ulicy Tureckiej znajduje się pomnik „Walczącym o wolność ojczyzny”. 
We wsi funkcjonują m.in.: Centrum Kultury i Biblioteka Publiczna, Ośrodek Sportu i Rekreacji, Gminne Przedszkole, Szkoła Podstawowa, Ochotnicza Straż Pożarna, Klub Sportowy Grom Malanów, Ośrodek Zdrowia, zakład produkcyjny Sun Garden.

## Historia
Pierwszym dokumentem, w którym jest mowa o miejscowości Malanów, jest dokument papieski z 1136 roku, w którym wymieniona jest także nazwa miasta powiatowego Turek.
W średniowieczu Malanów wchodził w skład klucza uniejowskiego, a od połowy XVI wieku, w skład klucza turkowskiego. Aż do czasów rozbiorów, osada była własnością arcybiskupa gnieźnieńskiego i właściwie dopiero w XIX wieku wyodrębnił się tu samodzielny zespół dóbr ziemskich, pozostających w rękach prywatnych. W czasie wojen napoleońskich, przez Malanów przeszły oddziały armii francuskiej, a podczas powstania styczniowego, na terenie gminy miała miejsce potyczka między wojskami rosyjskimi a polskimi powstańcami, chroniącymi się na miejscowej plebanii.
W XIX i XX wieku dobra Malanowa były posiadłością skoligaconych ze sobą rodów Kokczyńskich i Doruchowskich. W latach osiemdziesiątych XIX wieku dobra malanowskie liczyły 1413 mórg. Obok folwarku w Malanowie w ich skład wchodził jeszcze zespół gospodarczy w Rachowie oraz wsie: Malanów, Feliksów, Celestyny, Rachów.
W 1912 roku właścicielem dóbr był Zygmunt Kokczyński. W dwudziestoleciu międzywojennym, aż do końca epoki w 1939 roku, gospodarował tu Tadeusz Doruchowski, znany przed wojną jako organizator życia społecznego, prezes i współtwórca lokalnego oddziału Ochotniczej Straży Pożarnej.
W 1952 roku założono we wsi Rolniczą Spółdzielnię Produkcyjną "Zwycięstwo". 
W 1959 roku odkopano we wsi skarb składający się z 236 monet, głównie polskich, bitych w czasach rządów Kazimierza IV Jagiellończyka, Zygmunta I Starego, Zygmunta II Augusta, Stefana Batorego i Zygmunta III Wazy. W skład skarbu wchodziły także monety pruskie, pomorskie, śląskie, czeskie i niemieckie. 
W latach 1954–1972 wieś należała i była siedzibą władz gromady Malanów. W latach 1975–1998 miejscowość administracyjnie należała do województwa konińskiego.
W 1999 roku ustalono ostateczny wygląd herbu miejscowości i gminy Malanów.

## Zespół dworski
Zespół dworski w Malanowie, składający się z części rezydencjonalnej (dwór i park) oraz gospodarczej (zabudowa folwarku), znajdował się nieco na południe od traktu Turek-Kalisz, na zamknięciu osi, jaką wyznaczała droga Żdżenice-Malanów. Główny wjazd na teren zespołu wiódł aleją prowadzącą do zabudowań folwarku i do ogrodu, na podjazd przed dworem. Od południa całość zamykał staw, zasilany trzema kanałami.
Dwór był dziewiętnastowieczną budowlą z długim parterowym korpusem nakrytym wysokim dachem, przebudowaną w latach dwudziestych XX wieku przez Tadeusza Doruchowskiego (z przebudową wiąże się dostawienie do jednej z węższych elewacji wejścia reprezentacyjnego, ponad którym znalazł się duży taras). Całość wieńczyła krzywoliniowa, pełna fantazji i barokowych odwołań forma szczytu, zwieńczonego kulą z iglicą. Fasada bogata była w detale architektoniczne - pilastry, narożne szkarpy, postumenty z wazami balustrady tarasu i bocznych spływów szczytu, plakiety.

## Cmentarz parafialny
Na miejscowym cmentarzu parafialnym znajdują się dwa okazałe grobowce. Starszy, z nawiązującymi do gotyku podziałami elewacji, to dawne miejsce spoczynku rodu Kokczyńskich. Sąsiedni, w formach zmodernizowanego klasycyzmu, stanowi miejsce pochówku przedstawicieli rodu Doruchowskich.

## Kościół i parafia
Najciekawszym obiektem zabytkowym Malanowa jest kościół parafialny pw. św. Stanisława, pochodzący z 1874 roku. Jest to świątynia drewniana o konstrukcji zrębowej, oszalowana z zewnątrz. Poprzedni kościół wzniesiony w 1716 roku znajdował się w innym miejscu wsi.
W jednonawowym wnętrzu, zamkniętym wielobocznym prezbiterium, mieszczą się trzy ołtarze z 1720 roku. Rokokowy obraz Matki Boskiej z Dzieciątkiem w sukience srebrnej, znajdujący się w głównym ołtarzu, ufundowany został przez Alojzego Czyżewskiego w 1850 roku. Na belce tęczowej umieszczony jest krucyfiks z XVII wieku. Barokowa ambona z rzeźbą świętego Mikołaja oraz chrzcielnica pochodzą z XVIII wieku. Naczynia liturgiczne, kielich i monstrancja wieżyczkowa wykonane zostały w pierwszej połowie XVII wieku, natomiast dwa mszały, w tym jeden w oprawie skórzanej, pochodzą z przełomu XVII i XVIII wieku.
Przykościelna dzwonnica o konstrukcji słupowej, z zewnątrz oszalowana, kryta gontem, pochodzi prawdopodobnie z czasów istnienia poprzedniego kościoła.
Obok zabytkowego, starego kościoła w latach 1989-2000 postawiono nową, murowaną świątynię.
Parafia Malanów swym zasięgiem obejmuje następujące miejscowości: Brody, Celestyny, Dziadowice, Dziadowice-Folwark, Feliksów, Grąbków, Kotwasice, Malanów, Miłaczew, Kolonia Miłaczew, Miłaczewek, Miłaczewskie Młyny, Rachowa, Targówka, Zygmuntówek oraz Żdżenice.

## Sport
W miejscowości działa Klub Sportowy Grom, grający obecnie na boiskach klasy A.
Wyniki klubu w ostatnich latach:
| Sezon   | Liga    | Poz. | M. | Pkt. | Mecze | Mecze | Mecze | Bramki | Bramki | Uwagi |
| Sezon   | Liga    | Poz. | M. | Pkt. | zw.   | rem.  | por.  | zdob.  | str.   | Uwagi |
| ------- | ------- | ---- | -- | ---- | ----- | ----- | ----- | ------ | ------ | ----- |
| 2007/08 | klasa B | 11.  | 26 | 21   | 6     | 3     | 17    | 36     | 90     |       |
| 2008/09 | klasa B | 5.   | 20 | 27   | 8     | 3     | 9     | 50     | 51     |       |
| 2009/10 | klasa B | 1.   | 16 | 41   | 13    | 2     | 1     | 47     | 18     | awans |
| 2010/11 | klasa A | 12.  | 30 | 35   | 10    | 5     | 15    | 52     | 60     |       |
| 2012/12 | klasa A | 10.  | 30 | 38   | 12    | 2     | 16    | 62     | 55     |       |

Ponadto w miejscowości funkcjonują Młodzieżowy Klub Siatkarski Malanów oraz Wielkopolski Klub Karate Kyokushin. Miejscowy Ośrodek Sportu i Rekreacji cyklicznie organizuje liczne okolicznościowe turnieje sportowe (m.in. piłka nożna, siatkówka, siatkówka plażowa, biegi, tenis stołowy). Ponadto funkcjonują dwa kompleksy boisk wybudowane w ramach projektu Orlik 2012.